# 단일 결합
단일 결합(single bond)은 결합 차수가 1인 공유 결합이다. 두 개의 원자의 결합에 두 개의 전자가 참여한다. 대부분 한 개의 시그마 결합을 하고 있으나 이붕소(B2)처럼 예외도 존재한다.
화학에서 단일 결합은 두 개의 원자가 전자를 포함하는 두 원자 사이의 화학 결합이다. 즉, 원자는 결합이 형성되는 한 쌍의 전자를 공유한다. 따라서 단일 결합은 공유 결합의 한 유형이다. 공유되면 관련된 두 전자 각각은 더 이상 그것이 시작된 궤도의 단독 소유가 아니다. 오히려 두 전자 모두 결합 과정에서 겹치는 궤도 중 하나에서 시간을 보낸다. 루이스 구조에서 단일 결합은 AːA 또는 A-A로 표시되며, 여기서 A는 원소를 나타낸다. 첫 번째 변환에서 각 점은 공유 전자를 나타내고, 두 번째 변환에서 막대는 단일 결합에서 공유된 두 전자를 나타낸다.
공유 결합은 이중 결합 또는 삼중 결합일 수도 있다. 단일 결합은 이중 결합이나 삼중 결합보다 약하다. 강도의 이러한 차이는 이러한 유형의 공유 결합을 구성하는 구성 요소 결합을 조사하여 설명할 수 있다(Moore, Stanitski, and Jurs 393).
일반적으로 단일 결합은 시그마 결합이다. 예외는 파이 결합인 디보론의 결합이다. 이에 반해 이중 결합은 시그마 결합 1개와 파이 결합 1개로 구성되며, 삼중 결합은 시그마 결합 1개와 파이 결합 2개로 구성된다(Moore, Stanitski, Jurs 396). 구성 요소 결합의 수는 강도 차이를 결정한다. 단일 결합은 시그마 결합으로만 구성되어 있고 이중 결합 또는 삼중 결합은 이러한 유형의 구성 결합뿐만 아니라 적어도 하나의 추가 결합으로 구성되어 있기 때문에 세 가지 결합 중 가장 약한 것이 합리적이다.
단일 결합은 이중 결합이나 삼중 결합에는 없는 회전 능력을 가지고 있다. 파이 결합의 구조는 회전을 허용하지 않으므로(적어도 298K에서는 아님) 이러한 특성으로 인해 이중 결합과 파이 결합을 포함하는 삼중 결합이 유지된다. 시그마 결합은 그다지 제한적이지 않으며 단일 결합은 시그마 결합을 회전 축으로 사용하여 회전할 수 있다(Moore, Stanitski, and Jurs 396-397).
또 다른 속성 비교는 채권 길이에서 이루어질 수 있다. 단일 결합은 세 가지 유형의 공유 결합 중 가장 길며, 이중 및 삼중의 다른 두 유형에서 원자 간 인력이 더 크기 때문이다. 구성 요소 결합의 증가는 결합된 원자 사이에 더 많은 전자가 공유됨에 따라 이러한 인력이 증가하는 이유이다(Moore, Stanitski, and Jurs 343).
단일 결합은 이원자 분자에서 종종 볼 수 있다. 이러한 단일 결합 사용의 예로는 H2, F2 및 HCl이 있다.

## 같이 보기
- 공유 결합
- 시그마 결합
- 파이 결합